# Communes de la wilaya de Tissemsilt
Pour les autres communes, voir Liste des communes d'Algérie.
Liste des communes de la Wilaya algérienne de Tissemsilt par ordre alphabétique :
- Ammari
- Beni Chaib
- Beni Lahcene
- Boucaid
- Bordj Bou Naama
- Bordj El Emir Abdelkader
- Khemisti
- Larbaa
- Lardjem
- Layoune
- Lazharia
- Maacem
- Melaab
- Ouled Bessem
- Sidi Abed
- Sidi Boutouchent
- Sidi Lantri
- Sidi Slimane
- Tamalaht
- Theniet El Had
- Tissemsilt
- Youssoufia